# Tirrena-Adriàtica 1999
La Tirrena-Adriàtica 1999 va ser la 34a edició de la Tirrena-Adriàtica. La cursa es va disputar en vuit etapes, entre el 10 i el 17 de març de 1999, amb un recorregut final de 1.401 km.
El vencedor de la cursa fou l'italià Michele Bartoli (Mapei-Quick Step), que s'imposà als seus compatriotes Davide Rebellin (Team Polti) i Stefano Garzelli (Mercatone Uno-Bianchi), segon i tercer respectivament.

## Etapes
| Etapa | Data       | Recorregut                            | Km    | Vencedor d'etapa        | Líder de la general     |
| ----- | ---------- | ------------------------------------- | ----- | ----------------------- | ----------------------- |
| 1a    | 10 de març | Sorrento - Sorrento                   | 131,0 | Romāns Vainšteins (LAT) | Romāns Vainšteins (LAT) |
| 2a    | 11 de març | Sorrento - Santa Maria Capua Vetere   | 178,0 | Massimo Strazzer (ITA)  | Romāns Vainšteins (LAT) |
| 3a    | 12 de març | S.M. Capua Vetere - S.M. Capua Vetere | 214,0 | Mario Cipollini (ITA)   | Romāns Vainšteins (LAT) |
| 4a    | 13 de març | Luco dei Marsi - Paglieta             | 197,0 | Paolo Bettini (ITA)     | Romāns Vainšteins (LAT) |
| 5a    | 14 de març | Paglieta - Torricella Sicura          | 198,0 | Igor González (ESP)     | Michele Bartoli (ITA)   |
| 6a    | 15 de març | Teramo - Alba Adriatica               | 170,0 | Romāns Vainšteins (LAT) | Michele Bartoli (ITA)   |
| 7a    | 16 de març | Alba Adriatica - Civitanova Marche    | 160,0 | Steven de Jongh (NED)   | Michele Bartoli (ITA)   |
| 8a    | 17 de març | Civitanova Marche - S.B del Tronto    | 164,0 | Ján Svorada (CZE)       | Michele Bartoli (ITA)   |

## Classificació general
|    | Ciclista                        | Equip                 | Temps       |
| -- | ------------------------------- | --------------------- | ----------- |
| 1  | Michele Bartoli (ITA)           | Mapei Quick Step      | 36h 03' 30" |
| 2  | Davide Rebellin (ITA)           | Polti                 | + 9"        |
| 3  | Stefano Garzelli (ITA)          | Mercatone Uno-Bianchi | + 14"       |
| 4  | Laurent Jalabert (FRA)          | ONCE                  | + 21"       |
| 5  | Igor González de Galdeano (ESP) | Vitalicio Seguros     | + 30"       |
| 6  | Alessandro Spezialetti (ITA)    | Mobilvetta Design     | + 1' 56"    |
| 7  | Bo Hamburger (DEN)              | Cantina Tollo         | + 3' 57"    |
| 8  | Christopher Jenner (FRA)        | Crédit Agricole       | + 4' 26"    |
| 9  | Oscar Camenzind (SUI)           | Lampre-Daikin         | + 4' 26"    |
| 10 | Davide Casarotto (ITA)          | TVM-Farm Frites       | + 4' 27"    |